# Barragem de Lucefécit
A barragem de Lucefécit localiza-se na Freguesia de Terena, município de Alandroal, distrito de Évora, Portugal. Situa-se na ribeira de Lucefécit. A barragem foi projetada em 1976 e entrou em funcionamento em 1982.

## Barragem
É uma barragem de aterro. Possui uma altura de 27 m acima da fundação (23 m acima do terreno natural) e um comprimento de coroamento de 285 m (largura: 8 m). O volume da barragem é de 300 000 m³ (=0,3 hm³). Possui uma capacidade de descarga máxima de 15 (descarga de fundo) + 390 (descarregador de cheias) m³/s.

## Albufeira
A albufeira da barragem apresenta uma superfície inundável ao NPA (Nível Pleno de Armazenamento) de 1,68 (1,69) km² e tem uma capacidade total de 10,225 hm³; a capacidade útil é de 8,75 hm³. As cotas de água na albufeira são: NPA de 182 m, NMC (Nível Máximo de Cheia) de 183,5 m e NME (Nível Mínimo de Exploração) de 172,5  m.